# 瑪麗亞·瑪希米蓮諾芙娜
瑪麗亞·瑪希米蓮諾芙娜（德語：Maria Maximilianowna，1841年10月16日—1914年2月16日），洛伊希滕貝格公爵馬克西米利安·德·博阿爾內的女兒，母親是俄羅斯沙皇尼古拉一世的女兒瑪麗亞女大公。

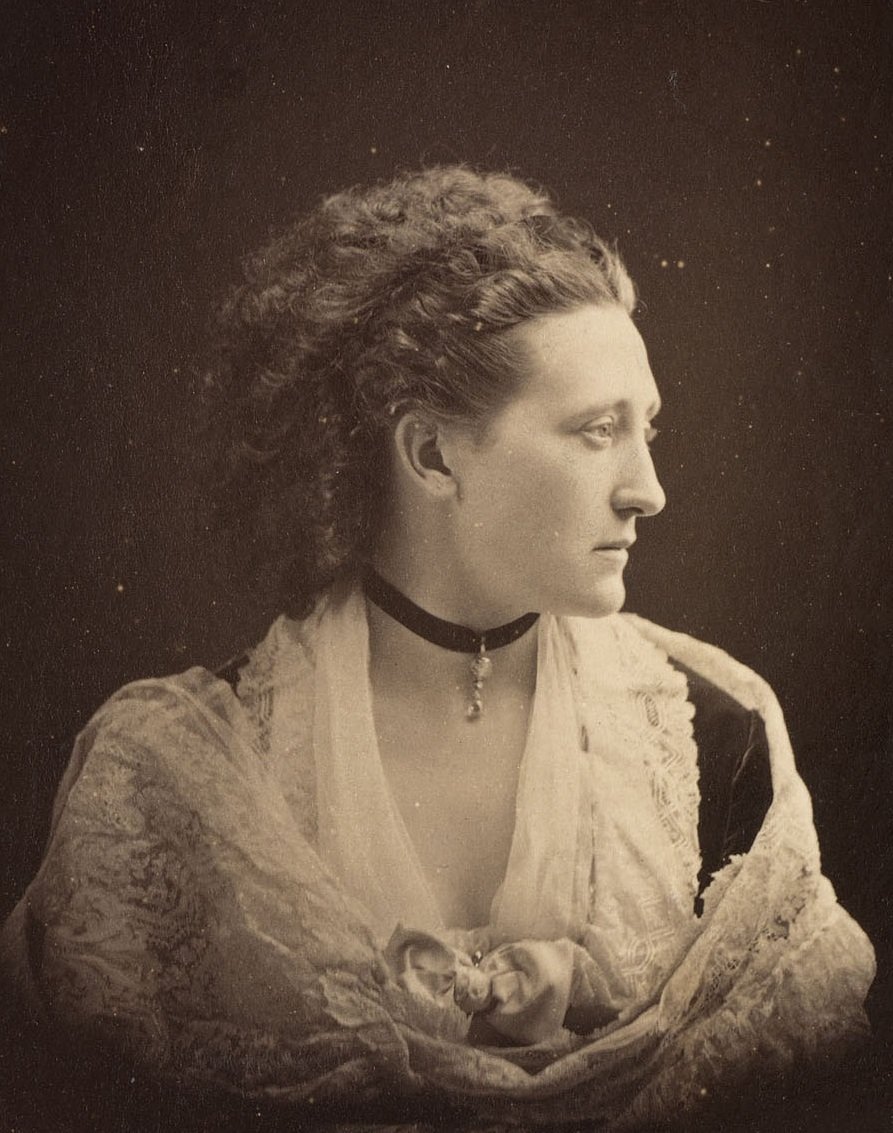

## 家庭
1863年，瑪麗亞和巴登的威廉王子結婚，兩人共有1子1女：
1. 瑪麗（1865年—1939年）
2. 馬克斯（1867年—1929年）